# George Dunton Widener
Ne doit pas être confondu avec George Widener.
George Dunton Widener (10 juin 1861 - 15 avril 1912) est un homme d'affaires américain. Descendant d'une riche famille possédant de nombreux investissements, il hérite d'une importante fortune qui fait de lui l'homme le plus riche de la ville de Philadelphie. Il possède de plus une compagnie de transports en commun florissante.
Le 10 avril 1912, il embarque sur le Titanic avec son épouse, son fils et deux domestiques. Le 14 au soir, le paquebot heurte un iceberg et fait naufrage. Si Eleanor Widener est rescapée, ce n'est pas le cas de son époux et de son fils. C'est en l'honneur de ce dernier qu'est ouverte par sa mère la Bibliothèque Widener à l'université Harvard.

## Biographie

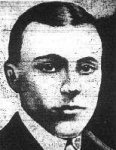
Harry Elkins Widener

Né à Philadelphie, il était le fils aîné de Hannah Josephine Dunton (1836-1896) et du très riche entrepreneur Peter A. B. Widener (1834-1915).
George Widener rejoint les affaires de son père puis finalement reprend la gestion de la Philadelphia Traction Company et gère le développement de tramway.
En 1883, il se marie à Eleanor Elkins, la fille du partenaire de son père, William Lukens Elkins. Ils eurent deux fils, Harry Elkins Widener (né en 1885), George Dunton Widener, Jr. (né en 1889) et une fille, Eleanor Widener (née en 1891). La famille vivait à Lynnewood Hall, un manoir d'architecture géorgienne de 110 chambres.
En 1912, George Widener, sa femme et leur fils Harry effectuent un voyage à Paris, ils réservent alors une suite sur le Titanic pour leur voyage de retour. Durant la traversée, sa femme organise un dîner au Restaurant à la Carte en l'honneur du Capitaine Edward Smith. Après que le paquebot heurte l'iceberg, le soir du 14 avril, Widener place sa femme et sa domestique dans le canot no 4. Toutes les deux survécurent au naufrage et furent prises en charge par le Carpathia. George Dunton Widener et son fils, Harry coulèrent avec le navire, leurs corps, s'ils furent retrouvés, ne furent jamais identifiés. Ils avaient respectivement 50 et 27 ans.